# Samsung Galaxy S Advance
Samsung Galaxy S Advance – model telefonu komórkowego typu smartfon firmy Samsung zaprezentowany w 2012 roku.
i9070 jest ulepszoną wersją telefonu i9000 Galaxy S i zarazem tańszą wersją następcy i9000 – modelu i9100 Galaxy S II. Advance posiada ekrany Super AMOLED oraz prostokątną obudowę z przyciskiem głównym i dwoma dotykowymi pod ekranem – cechy charakterystyczne dla modeli Galaxy S. Specyfikacją przypomina inny model Samsunga – smartfon Galaxy Ace 2. Są dwie wersje tego telefonu: z anteną NFC (I9070P) i bez niej (i9070).